# Industriebahn Kájov–Větřní
| Spitzkehrenbahnhof |                      |                          |                          |
| Streckenlänge: | ~6 km                |                          |                          |
| Spurweite: | 1435 mm (Normalspur) |                          |                          |
| |                      |                          |                          |
| \| \| \| von Volary (Wallern) \| \| \| \| \| Kájov (Gojau) \| \| \| \| \| nach České Budějovice \| \| \| \| \| \| \| \| \| \| Betriebsbahnhof \| \| \| \| \| \| \| \| \| \| \| \| \| \| \| Jihočeské papírny Větřní \| \| |                      |                          |                          |
| Strecke |                      | von Volary (Wallern)     | von Volary (Wallern)     |
| Bahnhof |                      | Kájov (Gojau)            | Kájov (Gojau)            |
| Abzweig geradeaus und nach links |                      | nach České Budějovice    | nach České Budějovice    |
| Strecke |                      |                          |                          |
| Strecke · Betriebs-/Güterbahnhof Streckenanfang |                      | Betriebsbahnhof          | Betriebsbahnhof          |
| Strecke nach links · Abzweig geradeaus und nach rechts |                      |                          |                          |
| Strecke |                      |                          |                          |
| Betriebs-/Güterbahnhof Streckenende |                      | Jihočeské papírny Větřní | Jihočeské papírny Větřní |

Die Industriebahn Kájov–Větřní ist eine Anschlussbahn der Jihočeské papírny Větřní (Papierfabrik Větřní) in der tschechischen Region Südböhmen.

## Geschichte
Um die Papierfabrik in Větřní (Wettern), wenige Kilometer südlich von Český Krumlov (Krummau) im Tal der Moldau gelegen, an das Eisenbahnnetz anzubinden, wurde von der Firma im Jahr 1896 eine kurze Bahnstrecke nach Kájov (Gojau) gebaut. Dort besteht ein Anschluss an die Bahnstrecke České Budějovice–Černý Kříž. Um die Hügelkette und den steilen Abstieg in das Moldautal zu überwinden, war der Einbau einer Spitzkehre in Form eines mehrgleisigen Bahnhofs nötig. Die Streckenlänge von der Ausfahrt in Kájov bis zur Fabrik beträgt etwa sechs Kilometer. Auf dem Gelände der Firma besteht ein umfangreiches Schienennetz.

## Aktueller Zustand
Infolge des Niederganges der Industrieproduktion in Větřní kam es um 2015 zum Erliegen des Bahnverkehrs auf der Anschlussbahn. Die Gleisanlagen sind zwar noch vorhanden, aber nicht mehr befahrbar. Der Betrieb JIP – Papírny Větřní ist aktuell von der Insolvenz bedroht (Stand 2025).